# The Statler Brothers
The Statler Brothers was een Amerikaanse country- en gospelgroep, die werd opgericht in 1955 en bestond tot in 2002. In de jaren 1964-1972 trad de groep regelmatig op als achtergrondzangers bij Johnny Cash. De groep maakte zelf ook platen; de bekendste is Flowers on the wall uit 1965.

## Samenstelling
Het kwartet begon in 1955 met
- Joe McDorman, solozang
- Lew DeWitt, tenor en gitaar
- Phil Balsley, bariton
- Harold Reid, bas

Lew DeWitt was het enige lid van de groep dat een instrument bespeelde; de andere drie zongen alleen maar. Oorspronkelijk noemden ze zich The Four Star Quartet en vanaf 1957 The Kingsmen. In 1963, toen een andere groep met de naam The Kingsmen een hit kreeg met Louie Louie, kozen ze de naam The Statler Brothers. Naar eigen zeggen zagen ze in een hotelkamer papieren doekjes van het merk Statler liggen en kozen ze dat als naam. Ze hadden dus ook The Kleenex Brothers kunnen heten.
In 1960 stapte Joe McDorman op en werd hij vervangen door Don Reid, de jongere broer van Harold. Lew DeWitt stopte in 1982 wegens zijn gezondheidstoestand en werd vervangen door Jimmy Fortune.
Lew DeWitt overleed in 1990, Harold Reid in 2020.

## Carrière
De groep begon met optredens in kerken in de omgeving van hun thuisbasis Staunton in Virginia, waar ze gospelmuziek zong. Langzaam breidde ze haar repertoire uit en werd ze bekend. In 1964 begon een samenwerking met Johnny Cash, die duurde tot in 1972. De groep verzorgde de achtergrondzang bij zijn optredens en zong vaak ook het eerste nummer zonder hem. Ze traden ook regelmatig op in ‘the Johnny Cash Show’ bij ABC en zijn te horen in Cash' platenopnamen (bijvoorbeeld in Daddy sang bass, dat ze zelf ook opnamen op How great thou art uit 1969). In hun liedje We got paid by Cash op hun album 10th anniversary uit 1980 keken ze terug op deze periode.
Intussen begonnen ze ook zelf platen op te nemen. In 1964 namen ze hun eerste single op. Hun derde single, uit 1965, werd tevens hun grootste hit: Flowers on the wall, geschreven door Lew DeWitt, dat het tot een vierde plaats in de Billboard Hot 100 bracht. In 1966 kwam het eerste van een lange reeks albums uit. Het heette Flowers on the wall, naar hun succesnummer.
In 1972 namen ze in goede verstandhouding afscheid van Johnny Cash en gingen ze zelfstandig optreden. Een vast onderdeel van hun optredens waren komische sketches en parodieën op andere artiesten en hun nummers. Ze brachten een album uit onder het pseudoniem Lester ‘Roadhog’ Moran & The Cadillac Cowboys, waarop ze een hele slechte countrygroep imiteerden. Ze vergaten intussen nooit hun gospelverleden. Op ieder album dat ze opnamen staan wel een of meer gospelnummers. Verschillende albums bevatten uitsluitend gospelmuziek.
Een sterk punt van de groep was dat ze vrijwel al hun nummers zelf schreven, hoewel ze ook wel evergreens als King of the road en Memories are made of this hebben opgenomen.
Tussen 1991 en 1998 had de groep een eigen show op de televisiezender The Nashville Network (die sinds 2018 Paramount Network heet): The Statler Brothers Show. De groep bracht daar haar liedjes, afgewisseld met komische sketches en optredens van andere artiesten. Onder anderen Pat Boone, Conway Twitty, Janie Fricke en Crystal Gayle hebben in de show opgetreden. Soms trad ook een goochelaar of acrobaat op. Het laatste liedje van de show was altijd een gospelnummer.
In 1980 kochten de leden van de groep hun oude basisschool, Beverly Manor in Staunton. Daar hielden ze kantoor. Het gebouw had ook een klein museum, een auditorium en een garage waarin de twee bussen stonden waarmee ze op tournee gingen.
In 2002 hielden The Statler Brothers hun afscheidstournee. Hun laatste optreden was op 26 oktober 2002 in het Salem Civic Center in Salem (Virginia). Jimmy Fortune begon een solocarrière. Harold en Don Reid gingen schrijven. Samen schreven ze een boek over de geschiedenis van de groep onder de titel The Statler Brothers: Random Memories.

## Prijzen
De groep is vele malen onderscheiden:
- door de Academy of Country Music: ‘Group of the Year’ in 1972 en 1978
- door de Country Music Association: ‘Vocal Group of the Year’ in 1972, 1973, 1974, 1975, 1976, 1977, 1979, 1980 en 1984
- door de National Association of Recording Merchandisers voor het ‘Best Selling Album by a Country Group’ in 1978[13]
- opgenomen in de Gospel Music Hall of Fame in 2007
- opgenomen in de Country Music Hall of Fame in 2008
- een Grammy Award voor ‘Best New Country & Western Group’ in 1965, voor ‘Best Contemporary Performance by a Group’ in 1965 en voor ‘Best Country Vocal Performance by a Duo or Group’ in 1972
- een American Music Award in de categorie ‘Country Group of the Year’ in 1979, 1980 en 1981

## Grandstaff/Wilson Fairchild
Wil and Langdon Reid, de zoons van Harold en Don Reid, vormen een duo, dat eerst Grandstaff heette en sinds 2010 Wilson Fairchild.

## Discografie

### Singles
In dit overzicht zijn alleen de singles opgenomen met een notering in de Hot Country Songs en/of de Billboard Hot 100.
| Uitgebracht | Naam                                            | Hoogste notering Hot Country Songs | Hoogste notering Billboard Hot 100 |
| ----------- | ----------------------------------------------- | ---------------------------------- | ---------------------------------- |
| 1965        | Flowers on the wall                             | 2                                  | 4                                  |
| 1966        | The right one                                   | 30                                 | –                                  |
| 1966        | That'll be the day                              | 37                                 | –                                  |
| 1967        | Ruthless                                        | 10                                 | –                                  |
| 1967        | You can't have your Kate and Edith, too         | 10                                 | –                                  |
| 1968        | Jump for joy                                    | 60                                 | –                                  |
| 1968        | Sissy                                           | 75                                 | –                                  |
| 1969        | I'm the boy                                     | 60                                 | –                                  |
| 1970        | Bed of Rose's                                   | 9                                  | 58                                 |
| 1971        | New York City                                   | 19                                 | –                                  |
| 1971        | Pictures                                        | 13                                 | –                                  |
| 1971        | You can't go home                               | 23                                 | –                                  |
| 1972        | Do you remember these                           | 2                                  | –                                  |
| 1972        | The class of '57                                | 6                                  | –                                  |
| 1973        | Monday morning secretary                        | 20                                 | –                                  |
| 1973        | Woman without a home                            | 29                                 | –                                  |
| 1973        | Carry me back                                   | 26                                 | –                                  |
| 1974        | Whatever happened to Randolph Scott             | 22                                 | –                                  |
| 1974        | Thank you world                                 | 31                                 | –                                  |
| 1974        | Susan when she tried                            | 15                                 | –                                  |
| 1975        | All American girl                               | 31                                 | –                                  |
| 1975        | I'll go to my grave loving you                  | 3                                  | 93                                 |
| 1976        | How great thou art                              | 39                                 | –                                  |
| 1976        | Your picture in the paper                       | 13                                 | –                                  |
| 1976        | Thank God I've got you                          | 10                                 | –                                  |
| 1977        | The movies                                      | 10                                 | –                                  |
| 1977        | I was there                                     | 8                                  | –                                  |
| 1977        | Silver medals and sweet memories                | 18                                 | –                                  |
| 1977        | Some I wrote                                    | 17                                 | –                                  |
| 1978        | Do you know you are my sunshine                 | 1                                  | –                                  |
| 1978        | Who am I to say                                 | 3                                  | –                                  |
| 1978        | The official historian on Shirley Jean Berrell  | 5                                  | –                                  |
| 1979        | How to be a country star                        | 7                                  | –                                  |
| 1979        | Here we are again                               | 11                                 | –                                  |
| 1979        | Nothing as original as you                      | 10                                 | –                                  |
| 1980        | (I'll even love you) better than I did then     | 8                                  | –                                  |
| 1980        | Charlotte's web                                 | 5                                  | –                                  |
| 1980        | Don't forget yourself                           | 13                                 | –                                  |
| 1981        | In the garden                                   | 35                                 | –                                  |
| 1981        | Don't wait on me                                | 5                                  | –                                  |
| 1981        | Years ago                                       | 12                                 | –                                  |
| 1982        | You'll be back (every night in my dreams)       | 3                                  | –                                  |
| 1982        | Whatever                                        | 7                                  | –                                  |
| 1982        | A child of the Fifties                          | 17                                 | –                                  |
| 1983        | (Oh baby mine) I get so lonely                  | 2                                  | –                                  |
| 1983        | Guilty                                          | 9                                  | –                                  |
| 1983        | Elizabeth                                       | 1                                  | –                                  |
| 1984        | Atlanta blue                                    | 3                                  | –                                  |
| 1984        | One takes the blame                             | 8                                  | –                                  |
| 1984        | My only love                                    | 1                                  | –                                  |
| 1985        | Hello Mary Lou                                  | 3                                  | –                                  |
| 1985        | Too much on my heart                            | 1                                  | –                                  |
| 1986        | Sweeter and sweeter                             | 8                                  | –                                  |
| 1986        | Count on me                                     | 5                                  | –                                  |
| 1986        | Only you (and you alone)                        | 36                                 | –                                  |
| 1986        | Forever                                         | 7                                  | –                                  |
| 1987        | I'll be the one                                 | 10                                 | –                                  |
| 1987        | Maple Street memories                           | 42                                 | –                                  |
| 1988        | The best I know how                             | 15                                 | –                                  |
| 1988        | Am I crazy?                                     | 27                                 | –                                  |
| 1988        | Let's get started if we're gonna break my heart | 12                                 | –                                  |
| 1989        | Moon pretty moon                                | 36                                 | –                                  |
| 1989        | More than a name on a wall                      | 6                                  | –                                  |
| 1989        | Don't wait on me (live-uitvoering)              | 67                                 | –                                  |
| 1989        | A hurt I can't handle                           | 56                                 | –                                  |
| 1990        | Small small world                               | 54                                 | –                                  |

### Albums
Tussen haakjes de plaats in de Billboard Album 200 (als het album daar genoteerd was). Live-albums en verzamelalbums zijn niet opgenomen.
- 1966: Flowers on the wall (125)
- 1967: Sing the big hits
- 1969: How great thou art
- 1970: Bed of Rose's (126)
- 1971: Pictures of moments to remember (181)
- 1972: Innerview
- 1972: Country music then and now
- 1972: Country symphonies in E Major
- 1973: Carry me back
- 1974: Thank you world
- 1974: Alive at the Johnny Mack Brown High School (als Lester ‘Roadhog’ Moran and the Cadillac Cowboys)
- 1974: Sons of the motherland
- 1975: Holy Bible Old Testament
- 1975: Holy Bible New Testament
- 1976: Harold, Lew, Phil and Don
- 1977: Country America loves
- 1977: Short stories
- 1978: Entertainers... on and off the record (155)
- 1978: Christmas card (183)
- 1979: The originals (183)
- 1980: 10th anniversary (169)
- 1981: Years ago (103)
- 1982: The legend goes on
- 1983: Today (193)
- 1984: Atlanta blue (177)
- 1985: Pardners in rhyme
- 1985: Christmas present
- 1986: Four for the show (183)
- 1986: Radio gospel favorites
- 1987: Maple Street memories
- 1990: Music, memories, and you
- 1991: All American country
- 1992: Words and music
- 1992: Gospel favorites
- 1993: Home
- 1995: Sing the classics
- 2001: Showtime
- 2002: Amen